# The Lottery Man
The Lottery Man é um curta-metragem mudo norte-americano de 1916, do gênero comédia, estrelado por Oliver Hardy e produzido pela Whartons Studio, em Ithaca, Nova Iorque. Uma cópia existe no arquivo de filmes na Biblioteca do Congresso.

## Elenco
- Thurlow Bergen - Jack Wright
- Elsie Esmond - Miss Helen Heyer
- Carolyn Lee
- Allan Murnane - Foxey Peyton
- Lottie Alter - Mãe da Sra. Wright-little
- Ethel Winthrop - Mãe da Sra. Peyton-foxey
- Mary Leslie Mayo
- F.W. Stewart - McQuire
- Oliver Hardy - Maggie Murphy
- Edward O'Connor - Mordomo
- Malcolm Head - Homem de carrinho vegetal em acidente
- Louis A. Fuertes
- Clarence Merrick - Motorista
- Joseph Urband - Atendente da oficina de jornal
- Frances White - Empregada da Sra. Peyton